# 대구면
대구면(大口面)은 대한민국 전라남도 강진군의 면이다.

## 역사
- 1908년 완도군 고금면을 분면하여 대구면이 되었다.
- 1914년 4월 1일 10리로 개편하였다.
- 1989년 4월 1일 마량리, 영동리, 원포리, 상흥리, 구수리 일부를 마량면으로 분면하였다.[1] (6법정리)

## 법정리
- 사당리	(沙堂里)
- 용운리	(龍雲里)
- 계율리	(桂栗里)
- 구수리	(九修里)
- 저두리	(猪頭里)
- 수동리	(水洞里)

## 교육
- 대구초등학교
- 대구중학교

## 특산물
- 고려청자재현품